# 邁丹-亞歷山德里夫斯基
48°58′20″N 27°10′34″E / 48.97222°N 27.17611°E
邁丹-亞歷山德里夫斯基（羅馬化：Maidan-Oleksandrivskyi）是位於烏克蘭西部赫梅利尼茨基州赫梅利尼茨基區溫基夫齊市鎮的村莊。該村始建於1600年，面積3.48平方公里，海拔高度279米，2001年人口1,107，人口密度每平方公里318.1人。